# Olympus E-3
Die Olympus E-3 ist eine im Herbst 2007 eingeführte professionelle DSLR der Firma Olympus. Sie ist der Nachfolger der im Jahr 2003 eingeführten Olympus E-1.
Wie alle anderen Kameras des Olympus-E-Systems basiert die E-3 auf dem Four-Thirds System.

## Besondere Merkmale
- 11-Punkt Autofokus – alle anderen E-System-Kameras, die bis zum Erscheinen der E-3 angeboten wurden, bieten nur drei AF-Punkte. Besonders schneller AF vor allem mit neuen SWD-Objektiven.
- 10,1 Mio. Pixel
- Live-View mit Schwenkdisplay
- Bildstabilisator im Gehäuse integriert und dadurch mit allen Objektiven nutzbar
- staub- und spritzwassergeschütztes Gehäuse aus einer Magnesiumlegierung
- automatische Sensorreinigung
- kann bis zu 5 Bilder/Sekunde erstellen
- 100 % Sucherbildabdeckung mit 1,15-facher Vergrößerung, Spiegelreflexsucher mit Pentaprisma
- dedizierter Sensor für den Weißabgleich
- Kontrolldisplay auf der Gehäuseoberseite zusätzlich zum Hauptdisplay
- Shadow Adjustment Technologie (SAT) zur Anhebung von Schattenpartien bei Aufnahmesituationen mit hohem Kontrast
- garantierte Verschlusslebensdauer von mindestens 150.000 Auslösungen